# Prodidomus amaranthinus
Prodidomus amaranthinus är en spindelart som först beskrevs av Lucas 1846.  Prodidomus amaranthinus ingår i släktet Prodidomus och familjen Prodidomidae. Inga underarter finns listade i Catalogue of Life.